# Литература цыган
Литература цыган включает литературные произведения представителей различных цыганских этнических групп разных стран мира. Литература на цыганском языке появилась у цыган в СССР в середине 1920-х годов с созданием цыганской письменности.
Данные о существовании у цыган в ранний период их истории письменности и литературный традиции отсутствуют. Цыганский язык не обладает единой разговорной и письменной нормой, включая в себя ряд близкородственных диалектов. До начала XX века основная масса цыган не была грамотной, а цыганский язык являлся бесписьменным. Цыгане имеют богатые устные традиции, но в силу социальных условий их письменная литература сравнительно скудна.
Каждая группа цыган (табор, место поселения) имела своего импровизатора, владевшего искусством пересказывания старых и создания новых сказок и баллад. В конце XIX — начале XX века некоторые из рассказчики начали записывать свои произведения. В конце XIX века около 50 оригинальных сказок и баллад записал Микулае Иванча, цыган из Ясс, капрал румынской армии.
В 1920—1930-е годы в СССР были предприняты попытки создать литературный цыганский язык, что определялось национальной политикой раннего Советского Союза, стремившегося поддерживать культуру малых народов. В качестве основы был использован язык этнической группы русских цыган с добавлением литературных заимствований из других диалектов. Выбор, предположительно, был обусловлен наибольшей степенью ассимилированности русских цыган, многие из которых имели начальную грамотность и в большей степени были подвержены большевистской идеологии. Согласно политике большевиков, культура угнетавшихся в дореволюционное время малых народов с приходом новой власти должна была стать социалистической по содержанию, оставаясь национальной по форме. В основном на новом литературном цыганском языке издавались и рассылались по колхозам переводы марксистско-ленинистской литературы, речей Ленина, позднее Сталина, постановления партии. Также издавалось много художественной оригинальной литературы, которая изначально писалась на цыганском языке. Однако в целом масштабы этой деятельности были незначительные.
Основы цыганской литературы были заложены цыганскими писателями и общественными деятелями А. В. Германо и Н. А. Панковым, которые работали над нормированием и обогащением цыганского литературного языка. Были изданы книги А. В. Германо «Ганка Чамба и другие рассказы» (1935), сборник стихов «Гиля. (Стихи)» (1935) и др.; переводы на цыганский язык произведений «Цыган» А. С. Пушкина (1937), «Кармен» Проспера Мериме (1935) и др., выполненные Н. А. Панковым. На цыганском литературной языке печатались произведения художественной и политической литературы, издавались журналы общественно-политической и художественной направленности «Романы зоря» («Цыганская заря», 1927—1930) и «Нэво дром» («Новый путь», 1930—1932).
В конце 1920 — начале 1930-х годов цыганская литература пополнилась именами писателя и драматурга Ивана Ром-Лебедева, Г. Лебедев (1904—1970), Вано Тимофеева (И. В. Хрусталева, р. 1913), О. И. Панкова (р. 1912), И. Безлюдского (1910—1970), Л. Светлова (1911—1959), Н. Г. Саткевича (р. 1917) и др. Получает развитие цыганская драматургия. Цыганский театр «Ромэн», созданный в 1931 года, ставит пьесы А. В. Германо, Ивана Ром-Лебедева, которые были написаны на цыганском и русском языках, и других цыганских авторов.
Цыганская советская литература, созданная в 1920—1930-х годах развивалась в близкой взаимосвязи с русской и другими национальными советскими литературами и оказала влияние на приобщение цыган к оседлости, новыми формам труда и советской культурной жизни. Осная задача, которую ставили советские цыганские писатели, заключалась в борьбе со старым бытом и призывы к новой жизни. Данные произведения характеризуются простотой и лаконичностью, почти полным отсутствием лирических и интимных мотивов.
С вхождением в 1939—1940 годы в состав СССР прибалтийских республик, Западной Белоруссии, Западной Украины и Бессарабии с населением, которое говорило на диалектах цыганского языка, диалект севернорусских цыган перестал быть литературным языком всего цыганского населения СССР. Цыганская советская литература послевоенного периода развивалась на местных диалектах и языках окружающего населения. В Молдавии получили известность поэты Г. В. Кантя (р. 1940; издал сборник оригинальных и обработанных им произведений фольклора «Фолклорос романо», 1970) и Дж. Запорожнау (р. 1952; автор циклов стихотворений в республиканской периодической печати); в Латвии — поэты Лекса Мануш Белугин (1942—1997; автор «Хочу лошадку», 1973) и К. Рудевич (р. 1941; циклы стихов, опубликованных в литературной периодике); на Алтае — поэт Вано Романо (И. Панченко, р. 1941), автор сборника стихов (1968). На севернорусской диалекте писал Н. Г. Саткевич (сборник «Струны», 1972). В 1974 году был опубликован сборник стихов цыганских поэтов «Костры», составленный Н. Саткевичем.
В послевоенный годы выходят публикации цыганских писателей в ряде стран: Польша — поэтесса Папуша Бронислава Вайс (р. 1910; автор сборника поэм и стихов «Песни Папуши» — «Papušakre gila — Pieśni Papuszy», 1956); Франция — Матео Максимов (р. 1912; основной тематикой творчества является история цыган и литературная обработка цыганских волшебных сказок; романы «Предсказания» — «Ursitory», 1946, и «Седьмая дочь» — «Eftato šei», 1967); Швеция — писательница и публицист Катарина Тайкон (р. 1933; книга для детей «Катицы» — «Katitzi», 1970); Финляндия — писатель Вейо Бальтазар (р. 1946; автор романа из жизни цыган «Сверкающая дорога» — «Polltayatie», 1969); Югославия — поэт Райко Джурич (р. 1947; автор сборника стихов «Цыган ищет место под солнцем» — «Рхом родел тхан талав кхам», 1970); Болгария — поэт Усин Керим (Юсеин Керимов, р. 1927; автор сборника стихов «Песни из шатра» — «Песни от катуна», 1955); Чехословакия — поэт Дезидер Банга (р. 1934; автор сборника стихов «Песнь над ветром» — «Pieseň nad vetrom», 1964). Во Франции Ассоциацей по изучению цыган (Association des Etudes tsiganes) был опубликован сборник «Poesie tsigane» (1974). На цыганский язык были переведены различные произведения мировой литературы: Д. Големановым и М. Алиевым в Болгарии переведены произведения Александра Пушкина, Назыма Хикмета; в Венгрии Ласло Сегё перевёл стихи и поэмы Йожефа Аттилы.
В послевоенной цыганской литературе развивается драматургия, начинают преобладать поэтические жанры, в первую очередь лирика, которые следуют старым фольклорным традициям, поскольку наиболее выразительными художественными средствами в цыганской традиционной культуре обладали песни и баллады, где возможно было проявить импровизаторские способности. В ситуации отсутствия единой литературной нормы цыганского языка произведения авторов, пишущих на каком-либо цыганском диалекте, известны в основном малому кругу читателей, владеющих данным диалектом. По этой причине выросло число цыганских прозаиков, поэтов и драматургов, которые пишут на языке страны проживания. В Чехословакии и Югославии соответственно на чешском, словацком и сербскохорватском языках издавались журналы «Románo lil» (Praha, 1970—), «Romen» (Brat., 1971—), «Glas Roma» (Beograd, 1973—)
Антропологи, историки, социологи и лингвисты обратились к изучению цыган, в частности, европейских цыган, однако цыганская литература долгое время оставалась незамеченной в более широкой социальной и политической теории, культуре и расовых исследованиях.